# Henri Van Straten
Henri Van Straten (Antwerpen, 5 oktober 1892 – spoorloos verdwenen op 7 september 1944) was een Vlaams kunstenaar.
Samen met Frans Masereel, Jan-Frans Cantré, Jozef Cantré en Joris Minne hoorde Henri Van Straten tot de bekende Vijf, die na de Eerste Wereldoorlog de Vlaamse houtsnijkunst renoveerden. Van Straten was een van de oprichters van de vereniging Lumière.
Van Straten kreeg zijn artistieke opleiding aan het NHISKA (Nationaal Hoger Instituut voor Schone Kunsten, Antwerpen) onder leiding van Edward Pellens. Onder leiding van J.J. Aarts kreeg hij verder kunstonderwijs aan de Rijksacademie te Amsterdam, waar hij verbleef als uitgeweken soldaat tijdens de Eerste Wereldoorlog.
Naast zijn houtgraveerkunst, waarin hij uitmuntte, beoefende hij ook de lithografie en de schilderkunst, waarin hij een zeer zinnelijk humanisme tot uiting bracht. Met zijn "Kruisweg" maakte hij al ophef en met platen als "Don Juan" (1925), "Landverhuizers" (1927), "La Boudeuse" (1931), "Dichter der Armen" (1932), "Het soldatenlief" (1934) en het latere meesterwerk "De zachtmoedigen" (1942) ontpopte hij zich als de meest virtuoze en  geraffineerde onder de moderne Vlaamse houtsnijders.
Vanaf 1933 verbleef hij te Heide-Kalmthout. Hij verdween spoorloos in september 1944, toen hij te voet op weg was van Antwerpen naar Kalmthout, vermoedelijk tijdens het bombardement van Merksem.
In 1992 werd in Heide Kalmthout een straat (Henri Van Stratenlaan) naar hem genoemd.

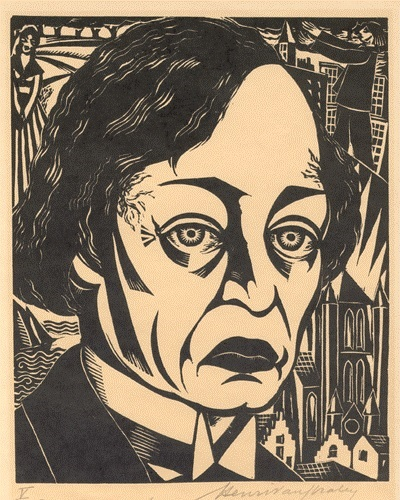
Portret van Karel van de Woestijne
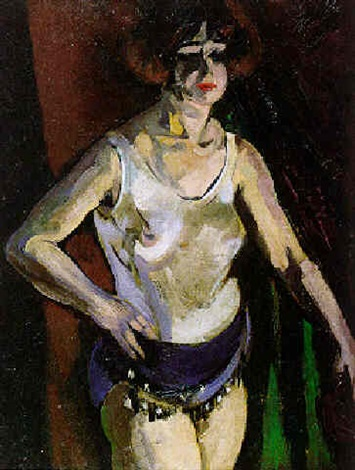
Vrouw
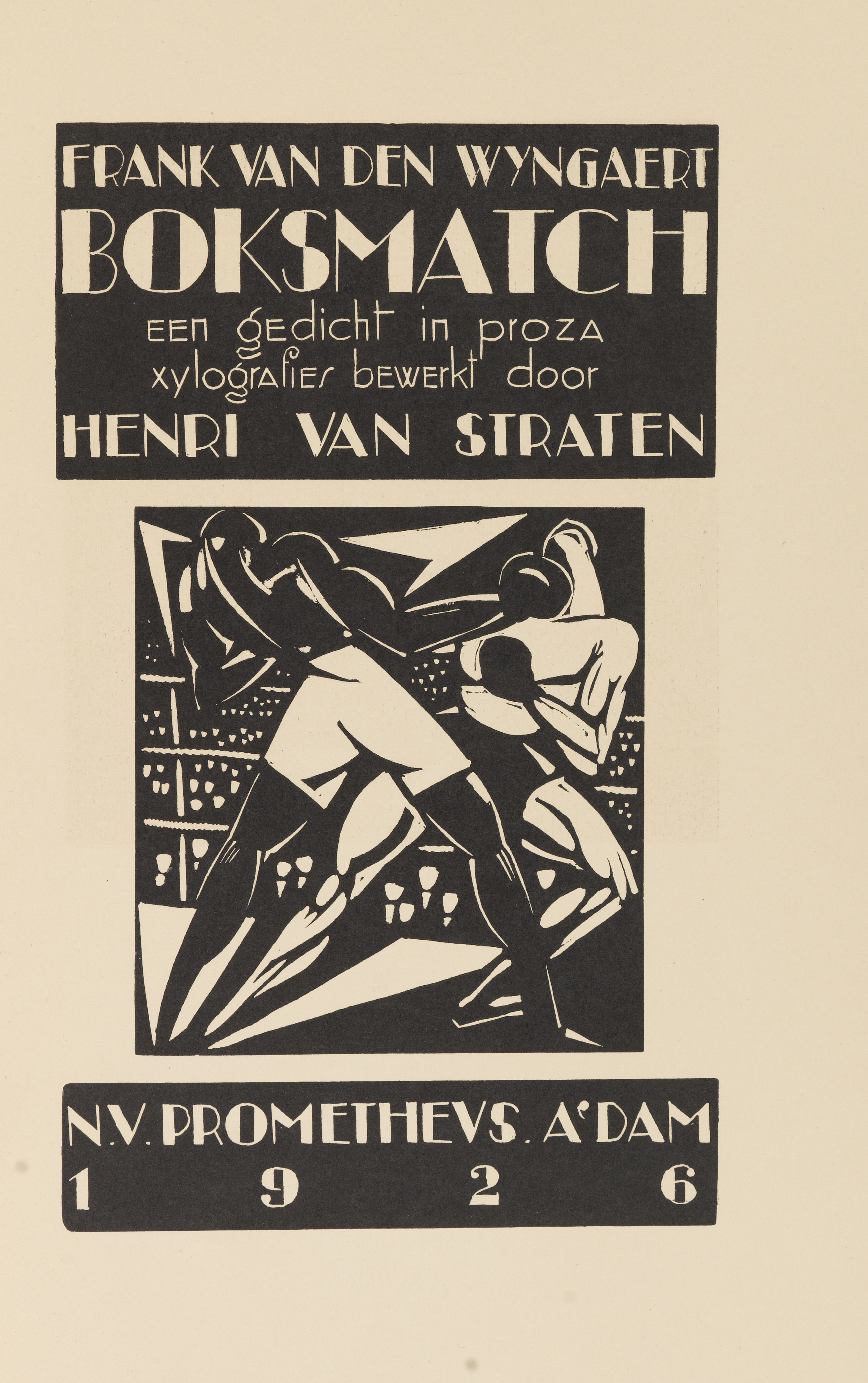
Boksmatch

## Publicaties
- Ludo Raskin: Henri Van Straten. Oeuvre catalogus schilderijen / tekeningen. Antwerpen, Exhibitions International, 2015. ISBN 9789053253892
- Ludo Raskin: Henri Van Straten. Oeuvre catalogus van de grafiek. Antwerpen, Pandora, 1992. ISBN 9053251545

- Bibliothèque nationale de France: cb13566467h (data)
- Digitale Bibliotheek voor de Nederlandse Letteren: stra036
- Gemeinsame Normdatei: 119518678
- International Standard Name Identifier: 0000 0001 0904 4745
- Library of Congress Control Number: nr2003010299
- Nationale Bibliotheek van Israël: 987007284238305171
- Nederlandse Thesaurus van Auteursnamen: 071324011
- RKD-Nederlands Instituut voor Kunstgeschiedenis: 101644
- Système universitaire de documentation: 074634534
- Union List of Artist Names: 500062936
- Virtual International Authority File: 56776797
- WorldCat: E39PBJdh7hYMCYYHyBwDKfjt8C